# Lijst van voetbalinterlands Brazilië - Griekenland
Deze lijst van voetbalinterlands is een overzicht van alle officiële voetbalwedstrijden tussen de nationale teams van Brazilië en Griekenland. De landen speelden tot op heden twee keer tegen elkaar. De eerste ontmoeting, een vriendschappelijke wedstrijd, werd gespeeld in Rio de Janeiro op 28 april 1974. Het laatste duel, een groepswedstrijd tijdens de FIFA Confederations Cup 2005, vond plaats op 16 juni 2005 in Leipzig (Duitsland).

## Wedstrijden
| № | Plaats         | Datum         | Competitie                   | Wedstrijd              | Uitslag |
| - | -------------- | ------------- | ---------------------------- | ---------------------- | ------- |
| 1 | Rio de Janeiro | 28 april 1974 | Vriendschappelijk            | Brazilië – Griekenland | 0 – 0   |
| 2 | Leipzig        | 16 juni 2005  | FIFA Confederations Cup 2005 | Brazilië – Griekenland | 3 – 0   |

## Samenvatting
| Competitie              | Totaal gespeeld | Winst Brazilië | Gelijk | Winst Griekenland | Doelsaldo Brazilië – Griekenland |
| ----------------------- | --------------- | -------------- | ------ | ----------------- | -------------------------------- |
| FIFA Confederations Cup | 1               | 1              | 0      | 0                 | 3 − 0                            |
| Vriendschappelijk       | 1               | 0              | 1      | 0                 | 0 − 0                            |
| Totaal                  | 2               | 1              | 1      | 0                 | 3 − 0                            |

Wedstrijden bepaald door strafschoppen worden, in lijn met de FIFA, als een gelijkspel gerekend.